# 정재엽
정재엽(鄭載燁, 1984년 5월 28일 ~ )은 전 KBO 리그 현대 유니콘스의 포수이며, 당시 등번호는 53번이었다. KBO 홈페이지의 선수조회에서 선수검색에 나오지 않았다.  이후 모교인 선린인터넷고등학교 코치로 일하고 있다.

## 출신학교
- 서울효제초등학교
- 선린중학교
- 선린상업고등학교

## 등번호
- 53번 (2003년 ~ 2006년)